# Мейджел, Чарльз
Чарльз Рассел Мейджел (англ. Charles Russell Magel, 3 июня 1920, Берлингтон, Айова — 22 марта 2014) — американский философ, борец за права животных и библиограф. Он был почётным профессором философии и этики в Университете штата Миннесота в Морхеде.

## Ранние годы
Мейджел родился 3 июня 1920 года в Берлингтоне, штат Айова; здесь он вырос на ферме площадью 150 акров вместе с восемью братьями и сёстрами. Он изучал электротехнику в колледже штата Айова, а затем три года учился в Северо-Западном университете.
После окончания университета он работал ночным клерком в отеле и в течение пяти лет служил в резерве ВМС США во время Второй мировой войны. В 1950 году, вдохновлённый автобиографией Альберта Швейцера «Из моей жизни и мыслей», Мейджел поступил в аспирантуру Университета Миннесоты, чтобы изучать философию.
Мейджел представил свою диссертацию «Анализ философских категорий Кьеркегора» в 1960 году. В 1962 году он инициировал программу по философии в Университете штата Миннесота в Морхеде.

## Карьера
Прочитав в 1975 году книгу Питера Сингера «Освобождение животных» и книгу Тома Ригана «Нравственная основа вегетарианства», Мейджел стал вегетарианцем и ввёл курс по правам животных в учебную программу по философии, сделав его одним из первых университетских курсов, полностью посвящённых этой теме. Его считали пионером прикладной этики.
Он был ярым противником испытаний на животных, однажды заявив: «Спросите экспериментаторов, почему они ставят эксперименты на животных, и ответ будет: «Потому что животные похожи на нас». Спросите экспериментаторов, почему с моральной точки зрения допустимо проводить эксперименты на животных, и ответ будет: «Потому что животные не похожи на нас». Эксперименты на животных основаны на логическом противоречии».
В издании 1980 года книги Генри С. Солта «Права животных в контексте социального прогресса» под редакцией Питера Сингера Мейджел обновил оригинальную библиографию Солта. В 1981 году Мейджел опубликовал «Библиографию по правам животных и связанным с ними вопросам», в которой перечислено более 3200 работ. В 1985 году он ушёл с преподавательской работы.
В 1989 году Мейджел написал «Руководство по источникам информации по правам животных» — библиографию работ, посвящённых правам животных. Книга получила положительную оценку как «выдающийся ресурс, который захотят приобрести многие академические библиотеки». В другом обзоре книгу описывают как «тщательно продуманный и научный обзор литературы и философии движения за права животных».
В 1992 году Мейджел опубликовал новое издание книги Дж. Говарда Мура «Всеобщее родство», включавшее биографическое эссе о Муре, а в 1997 году он выпустил новое издание книги Льюиса Гомпертца «Нравственные исследования положения человека и животных».

## Смерть
Мейджел умер 22 марта 2014 года в возрасте 93 лет. Он оставил 800 000 долларов Университету штата Миннесота в Морхеде на создание Фонда Чарльза Р. Мейджела.

## Избранные публикации

### Книги
- A Bibliography on Animal Rights and Related Matters. — Lanham, Maryland : University Press of America, 1981. — ISBN 978-0819114884.
- Keyguide to Information Sources in Animal Rights. — London : Mansell, 1989. — ISBN 978-0720119848.
- Moore, J. Howard. The Universal Kinship. — Fontwell : Centaur Press, 1992. — ISBN 978-0900001345.
- Gompertz, Lewis. Moral Inquiries on the Situation of Man and of Brutes. — Lewiston, New York : Edwin Mellen Press[англ.], 1997. — ISBN 978-0773487222.

### Статьи
- Magel, Charles R. (1980). The Moral Status of Animals. Environmental Ethics (Book Review). 2 (2): 179–185. doi:10.5840/enviroethics19802235.
- Magel, Charles (1985). Animals: Moral Rights and Legal Rights. Between the Species. 1 (2). doi:10.15368/bts.1985v1n2.2.
- Magel, Charles (1988). Journey From Iowa Farm Boy to Animal Rights Bibliographer. Between the Species. 4 (4). doi:10.15368/bts.1988v4n4.14.
- Magel, Charles (1990). Animal Liberators Are Not Anti-Science. Between the Species. 6 (4). doi:10.15368/bts.1990v6n4.12.